# Théâtre Duchamp-Villon
Pour les articles homonymes, voir Duchamp et Villon.
Le Théâtre Duchamp-Villon est une salle de théâtre, située à Rouen, en Normandie.

## Historique
À son ouverture en 1979, le Théâtre Duchamp-Villon, à l'origine Espace Duchamp-Villon , se trouvait dans le quartier Saint-Sever sur la rive gauche de la Seine. En 2001, le lieu ferme ses portes pour cause de travaux.
La ville de Rouen loue alors le Hangar 23, propriété du port de Rouen située sur la presqu’île de Waddington, au pied du pont Gustave-Flaubert  afin d'accueillir temporairement sa programmation. En 2008, après des années d'incertitude, la ville annonce finalement vouloir pérenniser la programmation du théâtre Duchamp-Villon dans le Hangar 23. La situation qui ne devait pas excéder une durée maximum prévue de quinze mois  aura finalement duré 15 ans, jusqu'à la fermeture définitive du Hangar 23 en janvier 2016 , car considéré comme une salle inadaptée, mal insonorisée, très consommatrice d'énergie, et avec des coûts de fonctionnement trop élevés pour un établissement de ce type .
Pendant un temps, il a été question de transformer le projet du théâtre Duchamp-Villon afin d'en faire une des salles du Centre dramatique national de Haute-Normandie. Finalement, le projet délocalisé au Hangar 23 a fini par fusionner avec d'autres lieux culturels rouennais pour devenir l’Étincelle, Théâtre de la ville de Rouen, en 2016,,.
En 2018, la Ville de Rouen vend le théâtre Duchamp-Villon au centre commercial Saint-Sever auquel il est accolé.
Fin 2019, un permis de construire, déposé en juillet 2019, a été délivré par la Ville pour l'installation de l’enseigne de vêtements à bas coût Primark.

## Direction
- De 1979 à 1981 : André Leroux [11]
- De 1981 à 1984 : Thierry Destrez
- De 1984 à 1991 : Jean-François Lange
- De 1991 à 1996 : Michèle Guigot [12]
- De 1996 à 2010 : Ahmed Merghoub [13],[14]